# Tetjana Kosatschenko
Tetjana Walerijiwna Kosatschenko (ukrainisch Тетяна Валеріївна Козаченко, wiss. Transliteration Tetjana Valeriïvna Kozačenko; * 18. Dezember 1981 in Riwne) ist eine ehemalige ukrainische Freestyle-Skierin. Sie war auf die Disziplin Aerials (Springen) spezialisiert und nahm an drei Olympischen Winterspielen sowie vier Freestyle-Skiing-Weltmeisterschaften teil.

## Werdegang
Kosatschenko startete im Dezember 1995 in Raubichi erstmals im Europacup, wobei sie die Plätze acht und fünf errang und kam bei den Weltmeisterschaften 1997 in Nagano auf den achten Platz. In der Saison 1997/98 nahm sie in Tignes erstmals am Freestyle-Skiing-Weltcup teil, wobei sie den zehnten Platz belegte und verpasste bei den Olympischen Winterspielen 1998 in Nagano mit vierten Platz nur knapp eine Medaille. In der folgenden Saison belegte sie den 26. Platz im Gesamtweltcup sowie den 14. Rang im Aerials-Weltcup und sprang bei den Weltmeisterschaften 1999 in Hasliberg auf den 11. Platz. In der Saison 1999/2000 erreichte sie mit drei Top-Zehn-Platzierungen den 16. Platz im Aerials-Weltcup und in der Saison 2000/01 mit zwei Top-Zehn-Platzierungen den 13. Rang im Aerials-Weltcup. Bei den Weltmeisterschaften 2001 in Whistler errang sie den 24. Platz, bei den Olympischen Winterspielen 2002 in Salt Lake City den 15. Platz und bei den Weltmeisterschaften 2005 in Ruka den 26. Platz. Im März 2004 holte sie in Lenzerheide ihren einzigen Sieg im Europacup. In der Saison 2005/06 kam sie im Weltcup dreimal unter die ersten Zehn und belegte damit den 13. Platz im Aerials-Weltcup. Dabei erreichte sie mit dem dritten Platz in Mont Gabriel ihre einzige Podestplatzierung im Weltcup. Zudem absolvierte sie im März 2006 in Davos ihren 30. und damit letzten Weltcup, welchen sie auf dem 11. Platz beendete. Zuvor sprang sie bei den Olympischen Winterspielen 2006 in Turin auf den 18. Platz.

## Erfolge

### Olympische Spiele
- 1998 Nagano: 4. Platz Aerials
- 2002 Salt Lake City: 15. Platz Aerials
- 2006 Turin: 18. Platz Aerials

### Weltmeisterschaften
- 1997 Nagano: 8. Platz Aerials
- 1999 Hasliberg: 11. Platz Aerials
- 2001 Whistler: 24. Platz Aerials
- 2005 Ruka: 26. Platz Aerials

### Weltcup
Kosatschenko errang im Weltcup einen Podestplatz.
Weltcupwertungen:
| Saison    | Gesamt | Gesamt | Aerials | Aerials |
| Saison    | Platz  | Punkte | Platz   | Punkte  |
| --------- | ------ | ------ | ------- | ------- |
| 1997/98   | 53.    | 41     | 19.     | 248     |
| 1998/99   | 26.    | 60     | 14.     | 180     |
| 1999/2000 | 33.    | 50     | 16.     | 200     |
| 2000/01   | 29.    | 56     | 13.     | 224     |
| 2001/02   | 38.    | 43     | 19.     | 216     |
| 2004/05   | 93.    | 3      | 31.     | 39      |
| 2005/06   | 42.    | 19     | 13.     | 214     |

### Europacup
- 3 Podestplätze, davon 1 Sieg

### Weitere Erfolge
- 2 Podestplätze im Nor-Am-Cup